# Socialismo utópico
Bajo el concepto socialismo utópico (en alemán, Frühsozialismus) o socialismo premarxista, primer socialismo y protosocialismo se engloba a los pensadores socialistas de principios del siglo XIX anteriores al marxismo —a saber, anterior a la fundación de la Liga de los Comunistas en 1847 y la publicación del Manifiesto comunista (al año siguiente)—.
Los representantes más destacados del primer socialismo son santo Tomás Moro y Robert Owen en Gran Bretaña, y Henri de Saint-Simon, Flora Tristán, Charles Fourier y Étienne Cabet en Francia. También se pueden incluir las corrientes insurreccionalistas de Graco Babeuf, Filippo Buonarroti y los neobabuvistas y de Auguste Blanqui. Una diferencia clave con el socialismo marxista y anarquismo moderno es que los socialistas utópicos no desarrollaron teoría sobre la lucha de clases y creían que las personas de todas las clases pueden adoptar voluntariamente su plan social si se presenta de manera convincente sin necesidad de una revolución social.
El socialismo utópico es originalmente parte de una perspectiva de progreso y confianza en el hombre y la tecnología. Esta corriente está influenciada por el humanismo, vinculada muchas veces con el catolicismo. Se describe a menudo el socialismo utópico como la presentación de sociedades ideales imaginarias y/o futuristas, así como importante precursor del socialismo científico.
Los socialistas utópicos sienten que su forma de socialismo cooperativo se puede establecer entre personas de ideas afines dentro de la sociedad existente y que sus pequeñas comunidades pueden demostrar la viabilidad de su plan para la sociedad. Los socialistas posteriores y los críticos del socialismo utópico consideraron que este socialismo no se basaba en las condiciones materiales reales de la sociedad existente. Estas visiones de sociedades ideales compitieron con los movimientos socialdemócratas revolucionarios de inspiración marxista.
Las diferentes corrientes del socialismo utópico se disolvieron o se fueron integrando al vasto movimiento socialista hegemonizado desde la Asociación Internacional de Trabajadores (1864-1876) por las ideas de Marx y de Bakunin. No obstante, dejaron una impronta significativa en las ciencias sociales y en algunas luchas revolucionarias socialistas. Se puede notar su influencia en el cooperativismo, la socialdemocracia, el movimiento hippie, el ecologismo, el feminismo, las ecoaldeas, el anarco-sindicalismo y el socialismo cristiano. A principios del siglo XX surgió una escuela de pensamiento similar que también defendía el socialismo sobre bases morales, el socialismo democrático.

## Origen del término
Friedrich Engels fue quien acuñó el término de «socialismo utópico» en Del socialismo utópico al socialismo científico (1880, sección de una obra anterior, el Anti-Dühring de 1878) para referirse a los primeros socialistas, por oposición al «socialismo científico» creado por él y por Karl Marx. De esta forma pretendía destacar que las propuestas de aquellos eran puras formulaciones «idealistas» —irrealizables, utópicas— ya que no se basaban en el análisis «científico» de la sociedad capitalista y de sus fundamentos económicos y no tenían en cuenta la realidad de la lucha de clases. Marx y Engels creían que no se debería fantasear con «imágenes» distractoras de falansterios o estados imaginarios, sino organizar a los trabajadores exponiendo las contradicciones del capitalismo. Los principales utopistas fueron: «Saint-Simon, en quien la tendencia burguesa sigue afirmándose todavía, hasta cierto punto, junto a la tendencia proletaria; Fourier y Owen, quien [...] expuso en forma sistemática una serie de medidas encaminadas a abolir las diferencias de clase». Según Lenin, los utopistas «no sabían explicar la esencia de la esclavitud asalariada bajo el capitalismo, ni descubrir las leyes de su desarrollo, ni encontrar aquella fuerza social capaz de convertirse en la creadora de la nueva sociedad».

La literatura revolucionaria que guía estos primeros pasos vacilantes del proletariado es, y necesariamente tenía que serlo, juzgada por su contenido, reaccionaria. Estas doctrinas profesan un ascetismo universal y un torpe y vago igualitarismo. Los verdaderos sistemas socialistas y comunistas, los sistemas de Saint-Simon, de Fourier, de Owen, etc., brotan en la primera fase embrionaria de las luchas entre el proletariado y la burguesía [...]

Cierto es que los autores de estos sistemas penetran ya en el antagonismo de las clases y en la acción de los elementos disolventes que germinan en el seno de la propia sociedad gobernante. Pero no aciertan todavía a ver en el proletariado una acción histórica independiente, un movimiento político propio y peculiar [...] Estas descripciones fantásticas de la sociedad del mañana brotan en una época en que el proletariado no ha alcanzado aún la madurez, en que, por tanto, se forja todavía una serie de ideas fantásticas acerca de su destino y posición, dejándose llevar por los primeros impulsos, puramente intuitivos, de transformar radicalmente la sociedad. Y, sin embargo, en estas obras socialistas y comunistas hay ya un principio de crítica, puesto que atacan las bases todas de la sociedad existente. Por eso, han contribuido notablemente a ilustrar la conciencia de la clase trabajadora [...] La importancia de este socialismo y comunismo crítico-utópico está en razón inversa al desarrollo histórico de la sociedad.
Manifiesto comunista, Literatura socialista y comunista (1848), K. Marx y F. Engels,

Mientras que la utopía, el socialismo doctrinario, que supedita el movimiento total a uno de sus aspectos, que suplanta la producción colectiva, social, por la actividad cerebral de un pedante suelto y que, sobre todo, mediante pequeños trucos o grandes sentimentalismos, elimina en su fantasía la lucha revolucionaria de las clases y sus necesidades [...] el proletariado va agrupándose más en torno al socialismo revolucionario, en torno al comunismo [...] Este socialismo es la declaración de la revolución permanente, de la dictadura de clase del proletariado como punto necesario de transición para la supresión de las diferencias de clase en general, para la supresión de todas las relaciones de producción en que éstas descansan.
Las luchas de clases en Francia de 1848 a 1850 (1850) K. Marx

Sin embargo, hoy en día se cuestiona que todos los protosocialistas se puedan calificar como verdaderos utopistas porque muchos de ellos partieron del análisis de la sociedad industrial y capitalista, por lo que se propone que el término se restrinja a aquellos que «se propusieron construir comunidades comunistas en el propio ámbito de una sociedad capitalista cuyos fundamentos permanecían inmutables». Pero incluso en este caso, como ocurre con Fourier, Owen o Cabet, se constata que muchas de sus ideas fueron plenamente realistas y que a diferencia de los utopistas antiguos no se quedaron en el plano de la mera especulación filosófica sino que intentaron llevar a la práctica sus ideas convirtiéndolas así en un proyecto político —«la verdad de mañana», como definió Víctor Hugo a la utopía— capaz de movilizar a determinados sectores de la sociedad.
Aunque las propuestas de los primeros socialistas no forman un cuerpo homogéneo ya que existen notables diferencias entre ellas, presentan algunas características comunes. Todos ellos critican la nueva sociedad capitalista resultado de la revolución industrial en la que los trabajadores quedan a merced del «frío» cálculo económico de los dueños de los talleres y de las fábricas, y todos entienden la propiedad privada no como un derecho natural sino como un fenómeno puramente histórico. Así el principal problema que abordan es cómo alcanzar la igualdad que vaya más allá de la mera igualdad legal, lo que les lleva a rechazar la exaltación de la libertad abstracta que propugnaba el liberalismo —que, como dijo el socialista francés Philippe Buchez, solo enseña «al hombre a ser egoísta, a convertirse en su propio Dios, su propia fe, su propia gloria, su propia razón y su propia fuerza»—. De ahí la importancia que conceden a la educación como medio para que arraiguen los valores que hagan posible la sociedad igualitaria y «armónica» que proyectan. Por otro lado, también comparten la idea de un cierto internacionalismo social-proletario que al superar las rivalidades de los nacientes estados-nación dé paso a una era de paz y de libre convivencia entre los pueblos. Un último rasgo, aunque no compartido absolutamente por todos, fue el optimismo, su confianza en el progreso y en la posibilidad del cambio social que pusiera fin a la explotación y a la opresión para conseguir la regeneración moral de la humanidad.
El término "utópico" se usó como peyorativo para implicar ingenuidad y descartar sus ideas como poco realistas. Historiadores franceses actualmente prefieren utilizar para definirlas las categorías de “primeros socialismos”, “socialismos románticos”, “socialismos premarxistas”, “socialismos conceptuales” incluso para Loïc Rignol son los primeros “socialismos científicos”.

## Antecedentes

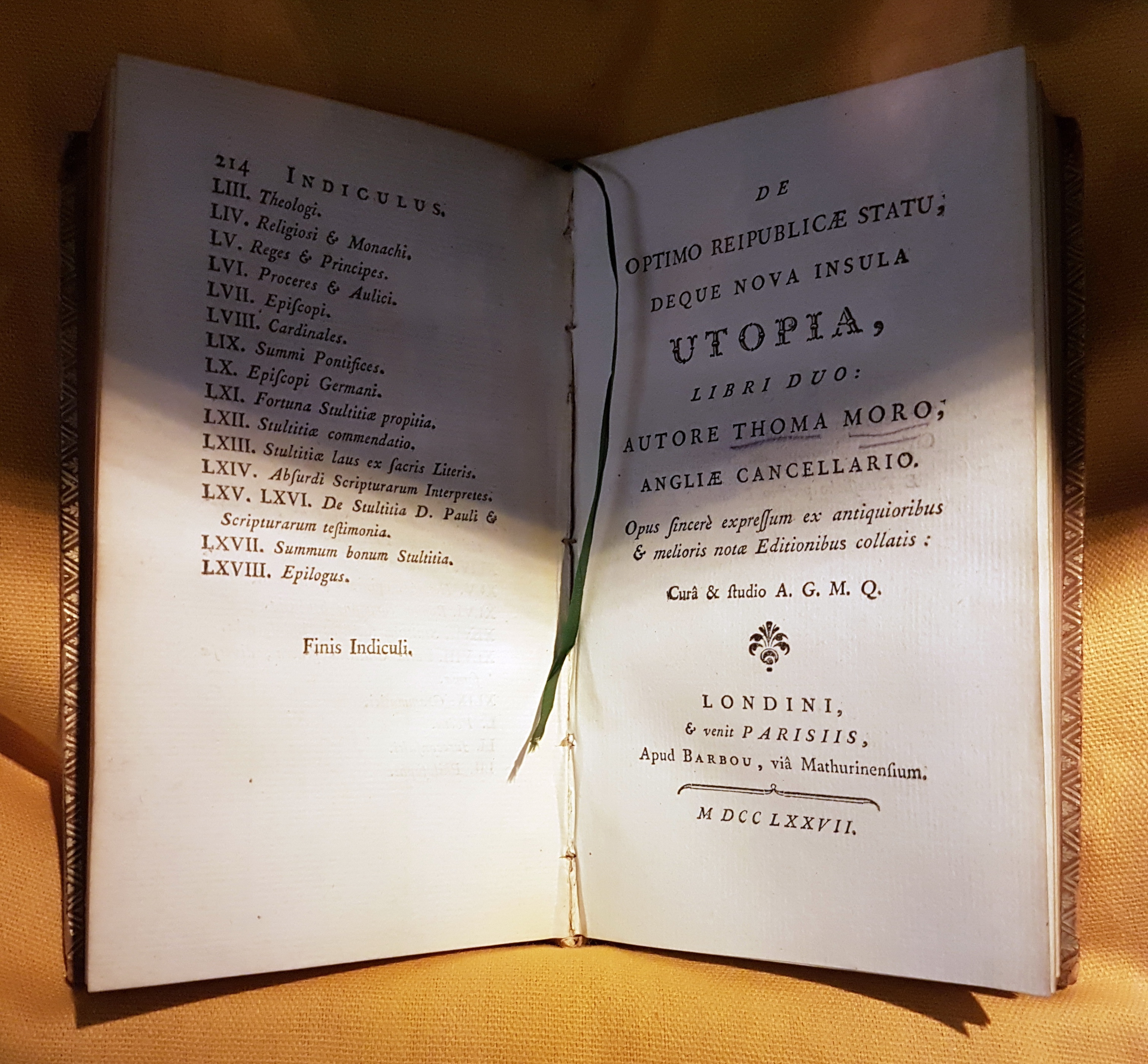
Edición de 1777 de Utopía por Thomas More.

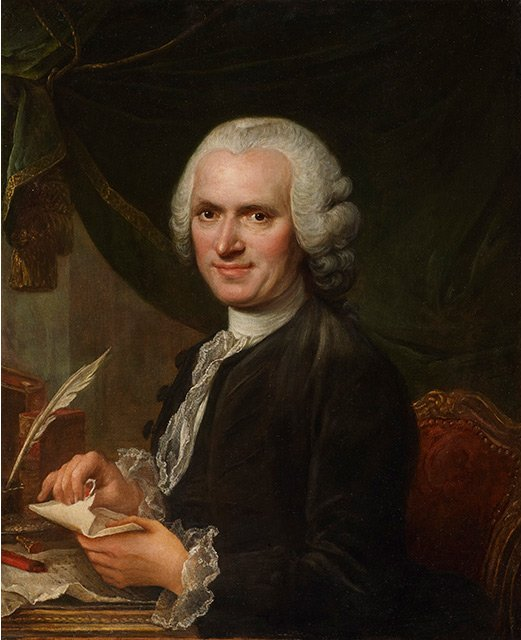
Jean-Jacques Rousseau.

Hasta finales del siglo XVIII, la concepción de una sociedad utópica estuvo confinado a elucubraciones filosóficas o literarias. Se puede comenzar en la concepción del paraíso perdido, en la Biblia cristiana, hasta la Edad de Oro en la mitología griega y romana. Pero a menudo se señala a La República, de Platón, como el primer planteamiento literario-filosófico de una comunidad ideal. En Asia, algunos aseguran que el primer revolucionario socialista de la historia fue el iraní Mazdak (m. 524), fundador de una corriente específica de mazdeísmo.
Ya hacia el Renacimiento, Tomás Moro escribe su famosa novela Utopía (1516), que inventa el término que nombrará a esta corriente del socialismo. Otras utopías literarias son La ciudad del sol (1602), de Tommaso Campanella; Código de la naturaleza (1755), de Morelly; Foción (1763), de Gabriel Bonnot de Mably. El reformador protestante inglés Gerrard Winstanley abogó por la colectivización de la tierra y de todos los recursos naturales como bienes fundamentales de todo el pueblo. Críticas hacia la propiedad privada y el Antiguo Régimen continuaron durante la Ilustración en el siglo XVIII a través de pensadores como Gabriel Bonnot de Mably y Jean-Jacques Rousseau en Francia.

El primer individuo al que, tras haber cercado un terreno, se le ocurrió decir "Esto es mío" y encontró a gente lo bastante simple como para hecerle caso, fue el verdadero fundador de la Sociedad Civil. Cuántos crímenes, guerras, asesinatos, cuántas miserias y horrores no le hubiera ahorrado al género humano el que, arrancando las estacas o cegando el foso, hubiera gritado a sus semejantes: "Guardaos de escuchar a este impostor; estáis perdidos si olvidáis que las frutas a todos pertenecen y que la tierra no es de nadie..."
Discurso sobre el origen y los fundamentos de la desigualdad entre los hombres

Tras la agitación de la Revolución Francesa, el comunismo surgió más tarde como una doctrina política.

No queremos la igualdad escrita en una tabla de madera, la queremos en nuestras casas, bajo nuestros techos.
François-Noël Babeuf, Conjuration des Égaux, 1795.

Cuando el momento de auge del socialismo utópico había sido superado, volvió a frecuentarse el género de la utopía literaria. Se pueden citar Looking backward (1884), de Edward Bellamy, conocida en castellano como El año 2000; News from nowhere o Noticias de ninguna parte (1890), de William Morris; La ciudad anarquista americana (1914), de Pierre Quiroule; Buenos Aires en 1950 bajo el régimen socialista (1908), de Julio Dittrich, entre otros.

## Representantes principales internacionales

### Saint-Simon y sus seguidores

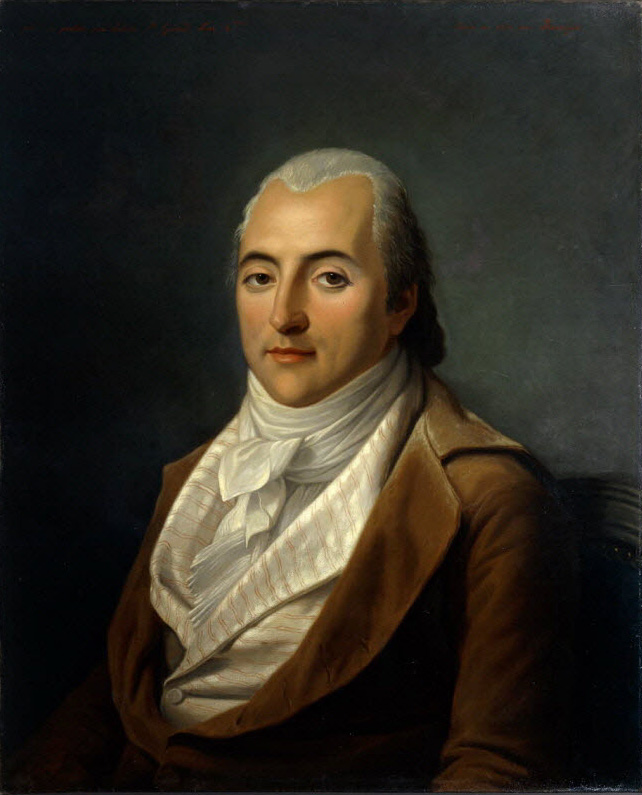
Henri de Saint-Simon

En rigor, Saint-Simon no desarrolló una idea de mundo perfecto en el futuro, sino que sometió a la sociedad surgida de la Revolución francesa a una crítica radical. En ese marco, entendía que todo lo que hicieran los gobiernos debía tender a mejorar la situación moral y material de los que trabajaban, y terminar con los dos flagelos que seguían azotando al mundo: la pobreza y las guerras. Para ello, debía desplazarse a los sectores improductivos y los productivos debían dirigir los destinos de la nación, ejerciendo cada vez menos gobierno (entendido como despotismo) y más administración
En función de esa propuesta, no se oponía a la propiedad privada, pero propuso suprimir la herencia, de manera que la acumulación que cada uno lograra fuera producto del propio esfuerzo y no hubiera enormes acumulaciones generacionales. Por otra parte, la industria (entendida como toda actividad productiva) debía ser el centro de los esfuerzos de la sociedad, para subvenir a las necesidades de todos. El Estado debía realizar grandes emprendimientos en beneficio del conjunto social: ferrocarriles, diques, puentes, canales de comunicación (fueron los que idearon los canales de Suez y de Panamá), bancos populares, etc.
En definitiva, su utopía consistía en un capitalismo equitativo, sin anarquía económica, con una planificación que permitiera superar la pobreza y evitara las guerras entre naciones. Para Saint-Simon, su propuesta consistía sobre todo en trasladar a la política los preceptos del cristianismo. Insistió en la necesidad de la solidaridad social y en la organización racional de la producción. Según Gian Mario Bravo:

No fue un utopista, al contrario de Fourier, que a veces hizo concesiones a una representación utópica de la sociedad. Su visión del futuro ofreció incluso un análisis típicamente antiutópico, basado en la ciencia, que pretendía dar un encuadre industrial a toda la construcción social, y que hoy podría ser tachado de visión tecnocrática.

### Charles Fourier y el falansterio

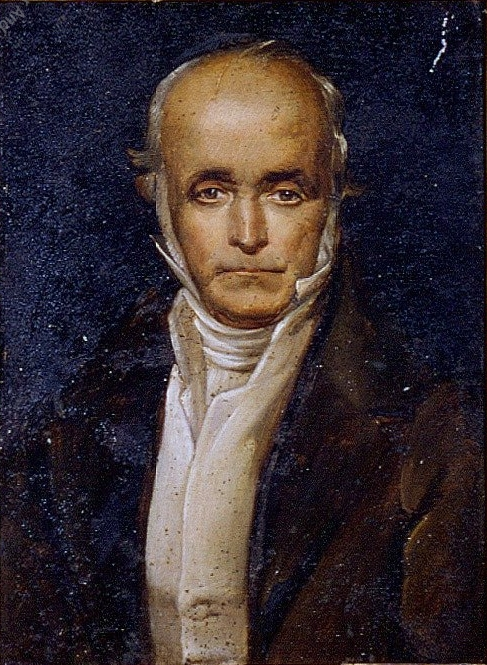
Charles Fourier.

Charles Fourier desarrolló durante la década de 1820 su propuesta de crear establecimientos agrario-industriales que convocaran a unas 1600 personas, alojadas en un edificio especialmente diseñado al efecto, que trabajarían las tierras circundantes y compartirían las ganancias de las ventas. La comunidad garantizaría los servicios generales y todos trabajarían, incluso los niños, pero el trabajo no sería penoso sino atractivo. Los miembros del falansterio elegirían las labores que más les gustaran, ninguna tarea duraría más de dos horas, pero la jornada laboral sería muy extensa. Fourier era un defensor del «trabajo atractivo», idea que desarrolló más tarde Pierre-Joseph Proudhon.
En la concepción de Fourier, el falansterio se crearía con inversiones privadas, a las cuales se les devolvería el dinero prestado sin intereses. A su vez, los miembros del falansterio cobrarían un salario por las tareas realizadas, pero éstas no tendrían todas la misma remuneración. Por otra parte, el talento sería recompensado especialmente. Se armaba de esa forma el triángulo de intereses que planteaba Fourier: el capital, el talento y el trabajo.
El hecho de compartir las ganancias del producto, sin que un capitalista o un financista se reservara para sí la mayoría de los ingresos, haría que el conjunto del falansterio ganara mucho más dinero que cualquier empresario, pues el prorrateo de las inversiones y el ahorro producido por la socialización de los servicios individuales (comida, vestimenta, vivienda) acrecentaría enormemente las ganancias: la verdadera industria atractiva daría cuatro veces más ganancias que la «falsa industria». De esa forma, según Fourier, un solo falansterio podría actuar como ejemplo y los capitalistas, paulatinamente, invertirían más en nuevos falansterios que en emprendimientos particulares. Así, en pocos años, el mundo entero estaría dominado por la asociación económica.
Fourier desarrolló una clasificación de los períodos de la historia. El siglo XIX era la «civilización». Cuando proliferaran los falansterios se llegaría al «garantismo». Pero más allá, cuando los falansterios no compitieran ya con el capital individual, el mundo llegaría a la «armonía», sociedad ideal donde todos serían libres, tanto desde el punto de vista económico y legal como cultural y sexual.

### Owen y el «socialismo cooperativo»

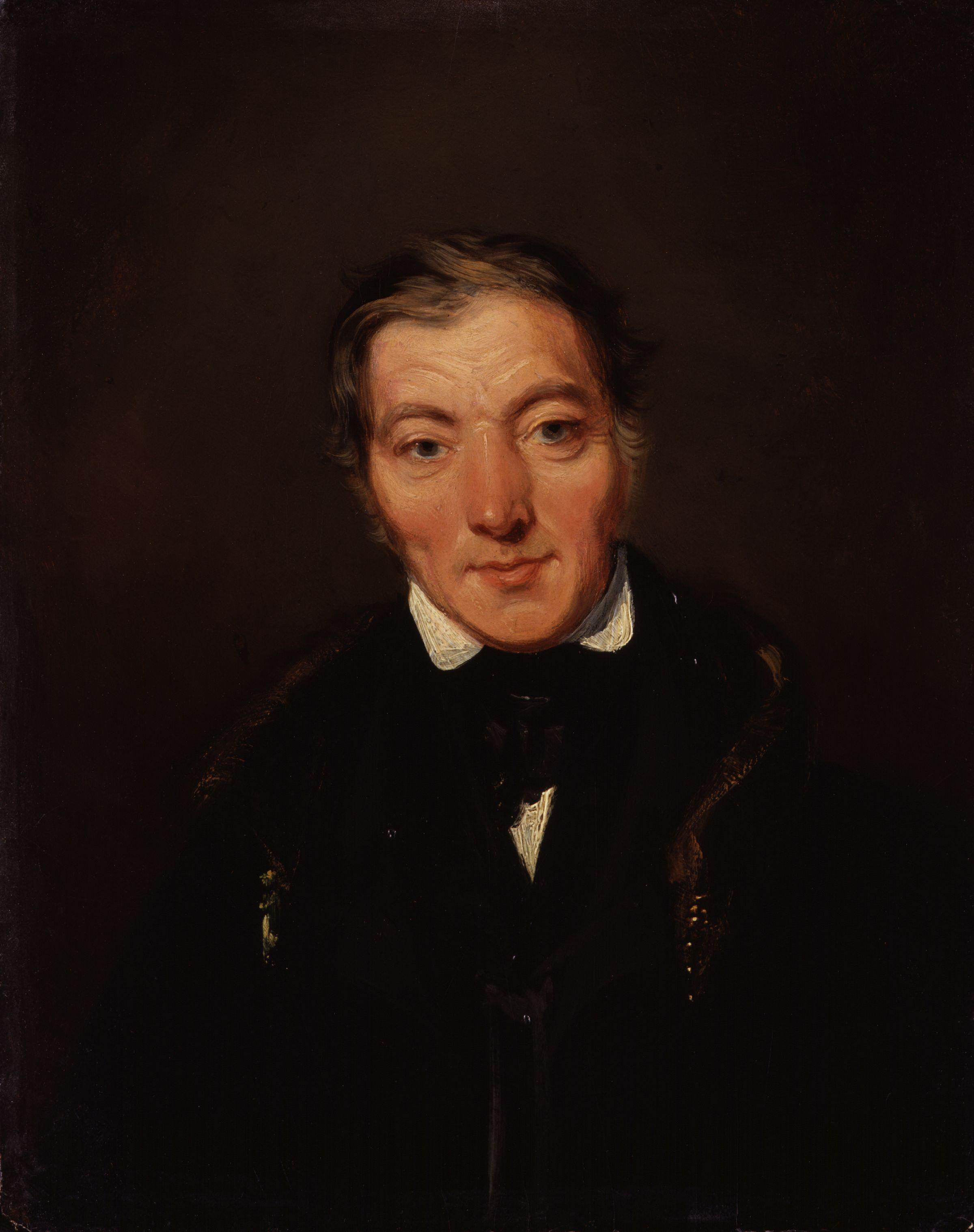
Robert Owen.

Robert Owen comenzó siendo un reformador del trabajo industrial, pues en la misma fábrica donde él era dueño implementó medidas de beneficio para el obrero, como la supresión de las labores penosas y mantenimiento del salario en épocas de reducción de ventas. 
Owen señaló que la parte productora de una población de 2500 personas daba a la sociedad una suma de riqueza real que apenas medio siglo antes hubiera requerido el trabajo de 600.000 hombres juntos. Pero esa riqueza se invertía en abonar a los propietarios de la empresa. «Sin esta nueva fuente de riqueza creada por las máquinas, hubiera sido imposible llevar adelante las guerras libradas para derribar a Napoleón y mantener en pie los principios de la sociedad aristocrática. Y, sin embargo, este nuevo poder era obra de la clase obrera». Por lo tanto, a ella debían pertenecer sus frutos. Las bases para una reconstrucción social y estaban llamadas a trabajar solamente, como propiedad colectiva de todos, para el bienestar colectivo.
Más adelante propuso «granjas cooperativas» (villages of cooperation) que también tenían lugar para los emprendimientos industriales, pero básicamente estaban volcadas a la agricultura. Al principio lo ideó como un plan para resolver la desocupación, pero pronto se convirtió en un método de regeneración social. Las granjas colectivas tendrían la función de generar un nuevo espacio moral y educativo, que para Owen eran los dos factores más importantes por los cuales se corrompían las personas en la sociedad.

### Étienne Cabet y los icarianos
Étienne Cabet recibió la influencia de Robert Owen durante su exilio en Inglaterra. Regresado a Francia, predicó un comunismo pacifista, democrático y proclive a la construcción de colonias de propiedad común. En la insistencia en la educación y la moral se nota la influencia de Owen. Su novela utópica Viaje a Icaria (1842) fue muy bien acogida en su tiempo y popularizó fuera de Francia la idea de construcción de colonias igualitarias. En 1848, después de una campaña de reclutamiento de icarianos que abarcó toda Francia y varios países de Europa, partió a América, donde colaboró en diversos emprendimientos sucesivos de colonias agrícolas comunitarias, que fracasaron por diversos motivos

## Las colonias utópicas

### Relación de las colonias utópicas más conocidas
- Brook Farm.
- Condé-sur-Vesgre (Rambouillet, Francia), 1832-1835, fourierista.
- New Lanark (Gran Bretaña, 1813-1828), fábrica modelo creada por Robert Owen.
- New Harmony (Indiana, Estados Unidos, 1824-1829), comunidad creada por Robert Owen, con 20.000 acres de terreno y 900 integrantes.
- Unión agrícola de Saint Denis du Sig (Argelia, desde 1846). Creada por el abogado fourierista Jules Duval, tiene 363 miembros hacia 1850.
- Falansterio de Boussac (Francia, 1843), creado por el socialista ex sansimoniano Pierre Leroux, la escritora George Sand y la feminista Pauline Roland. Cerca de 80 miembros.
- Familisterio de Guise (Francia, 1849-1968). Creado por el industrial Jean-Baptiste Godin, fourierista. Contaba 2000 miembros a finales del siglo XIX.
- Falansterio de Oliveira (Brasil, 1841), fundado por el médico francés Benoît Jules Mure, fourierista.
- Colonia Cecilia (Brasil, 1890-1894), creada por anarquistas italianos.
- La Reunión (Texas, Estados Unidos, 1853-1875), creada por el discípulo de Fourier, Victor Considerant. Granja de 5000 hectáreas, tras su disolución fue absorbida por la ciudad de Dallas.
- Nauvoo (Illinois, Estados Unidos, 1849-1855), creada por Etienne Cabet, tenía 526 integrantes (de ellos, un centenar de niños) en el momento de la disolución.
- Topolobampo (Sinaloa, México, 1884-1894), creada por Albert Kimsey Owen, tenía 500 integrantes, el proyecto de socialista de Owen no trascendió según sus planes aunque sobre la base de las ideas mexicanas el puerto existe y tiene variada y moderna actividad.

### El final de las colonias utópicas
El principal obstáculo para la creación y consolidación de las comunidades utópicas consistía en buscar una convivencia perfecta en medio de un mundo basado en valores completamente diferentes. Es decir que esas comunidades no pudieron evitar los desfases entre el interior (valores morales) y el exterior (valores mercantiles). En el interior mismo, la educación de los colonos respondía habitualmente a los valores cuestionados. Los problemas, enumerados por Pierre-Luc Abramson, fueron diversos:
- Disidencias filosóficas entre los impulsores, lo cual podía llevar a rupturas previas a la fundación. Las colonias generalmente necesitaban una fuerte inversión inicial, y los capitalistas solían tener prioridades diferentes a las de los ideólogos.
- Conformación de camarillas con intereses o ideas diversos en el interior de la colectividad.
- Personalismo de los líderes o comportamientos de estos que no lograban cohesionar al grupo.
- Hostilidad del medio natural, dificultad de adaptarse a una vida lejos de la civilización urbana, lejanía de los medios de comunicación, lluvias, sequías, etc.
- Problemas económicos: baja rentabilidad de las actividades, necesidad de contratación de mano de obra (con la consiguiente diferenciación salarial), exigencias impositivas del Estado receptor, necesidad de dinero en efectivo. Algunas colonias crearon un "dinero interno" que pronto se adaptó a la circulación del dinero oficial (convirtiéndose en dinero bastardo), sufriendo sus mismos avatares.

## Herencias
A pesar de sus objeciones, hay fuertes influencias en las obras de juventud de Marx y Engels de los socialistas utópicos, las cuales defendían el comunismo como un proyecto humanista para liberar al proletariado del trabajo alienado que oprime las tendencias naturales de la humanidad; y se permitieron hacer vagas descripciones imaginarias acerca de una sociedad comunista.
El grupo fourierista, tras la muerte del maestro en 1837, siguió empeñado en la creación de falansterios durante todo el siglo XIX. Algunos se crearon, sobre todo en América, pero todos fracasaron a los pocos años. El nuevo líder del fourierismo, Victor Considerant, llevó al grupo francés a una participación política más decidida y llegó a ser elegido diputado. 
La herencia de Fourier fue retomada, en parte, por Pierre-Joseph Proudhon, quien tomó de su antecesor la idea de trabajo atractivo y una concepción individualista y artesanal del trabajo social. 
El owenismo en Inglaterra pronto ganó adeptos entre los primeros sindicatos de los años 30 y fue uno de los grupos que participó de la dirección del cartismo, sector que agrupó al movimiento obrero inglés desde 1836.
Los icarianos de Cabet fueron uno de los grupos más activos en Europa en favor de la creación de colonias perfectas. Lograron construir diversas colonias en América, pero casi todas fracasaron económicamente y su llama se extinguió a fines de siglo.
El sansimonismo, tras la muerte del maestro en 1825, se convirtió primero en escuela, luego en religión y, tras la revolución de 1830, en una especie de mezcla de partido político y secta religiosa. En esos años tuvo un enorme éxito entre los obreros de Francia, pero la escisión de 1832 y la posterior persecución estatal del grupo hicieron desaparecer todo vestigio de organización. 
El sector más «industrialista» del sansimonismo se integró a la burguesía francesa, tras las propuestas de grandes industrias estatales. Los hermanos Pereire fundaron el banco más grande de Francia, otros fueron funcionarios del ferrocarril francés, propusieron la construcción de los canales de Suez y de Panamá, colaboraron con la colonización de Argelia, etc. El sector más «obrerista» (los «productores» de Saint-Simon) se integró de diferentes maneras a la lucha política de su tiempo: Louis Blanc teorizó sobre la «organización del trabajo» y la creación de talleres nacionales y estuvo en el gobierno surgido de la revolución de 1848; Pierre Leroux (creador de la palabra «socialismo») escribió diversas obras sobre un socialismo humanista; Eugenie Niboyet y Pauline Roland militaron en favor de la emancipación de la mujer; Philippe Buchez desarrolló el cooperativismo y ayudó a poner en pie un diario escrito exclusivamente por obreros, L’Atelier; Flora Tristán abogó por la unidad de la clase obrera y teorizó sobre la opresión de la mujer estableciendo los primeros fundamentos del feminismo.
El sansimonismo se extendió a otros países. Influyó en Garibaldi y Giuseppe Mazzini, de Italia; en Esteban Echeverría y Juan Bautista Alberdi, de la naciente Argentina; en el joven hegeliano Moses Hess, quien intentó hacer una síntesis entre Saint-Simon y Hegel y a la vez convenció de la necesidad del comunismo a su amigo Friedrich Engels. La doctrina de Saint Simón ejerció una gran influencia en Rusia (Aleksandr Herzen y Nikolái Ogariov). Las doctrinas de los utópicos influyeron fuertemente en el marxismo, el cual Engels lo denominó como «socialismo científico».
En España tuvieron cierta influencia las ideas de Fourier y de Cabet, en los años 30 y 40 del siglo XIX. Se puede nombrar a Joaquín de Abreu y Orta, Manuel Sagrario de Veloy, Francisco José Moya, Fernando Garrido y Sixto Cámara. Entre los icarianos, Abdón Terradas, Narciso Monturiol, Anselmo Clavé y Ceferino Tresserra.
El empresario estadounidense e inventor de la maquinilla de afeitar, King Camp Gillette, también fue un socialista utópico. Publicó el libro The Human Drift en el que abogaba porque todas las industrias del país debían ser controladas por una corporación única dirigida por el pueblo como único dueño y que toda la población de los Estados Unidos debería vivir en una ciudad gigante llamada Metrópolis abastecida por las Cataratas del Niágara.
El movimiento hippie nacido en 1966 en San Francisco representa el último resurgimiento espectacular del socialismo utópico. Para el hippie, se trata de huir de la sociedad capitalista para construir una contrasociedad libertaria y comunitaria basada en la igualdad, la fraternidad y la libertad. Ronald Creagh, que trabajó en estos “laboratorios de utopía” libertarios en Estados Unidos, sitúa al movimiento comunitario en una historia mucho más larga que comienza con las comunidades de inspiración owenista o fourierista. Para él habría habido dos fases de florecimiento de las comunidades, una antes de 1860, la otra después de 1960”.
El movimiento hippie reivindicará su filiación con los socialismos utópicos: Patrick Rambaud, uno de los pilares de Actuel, actor y observador del movimiento francés del sesenta y ocho, así lo reconoce: “Las comunidades no nacieron en los años 60 en Estados Unidos. Francia y en el 70 en Francia. Existió en el siglo XIX con Fourier, Cabet que partió hacia Florida para fundar Icaria, e incluso los piratas del siglo XVI». En Estados Unidos, en 1967, la vida material del barrio hippie de San Francisco (Haight-Ashbury) es asegurada por un grupo llamado los Diggers, en referencia a un movimiento comunista utópico del siglo XVII . Los vínculos son a veces incluso estructurales entre comunidades socialistas utópicas y hippies, por ejemplo Joan Baez, que se habría criado en la Ferrer Colony de Stelton (Nueva Jersey). Los textos de Charles Fourier que abogan por la liberación sexual fueron reeditados en 1967.